# Charge Trap Flash

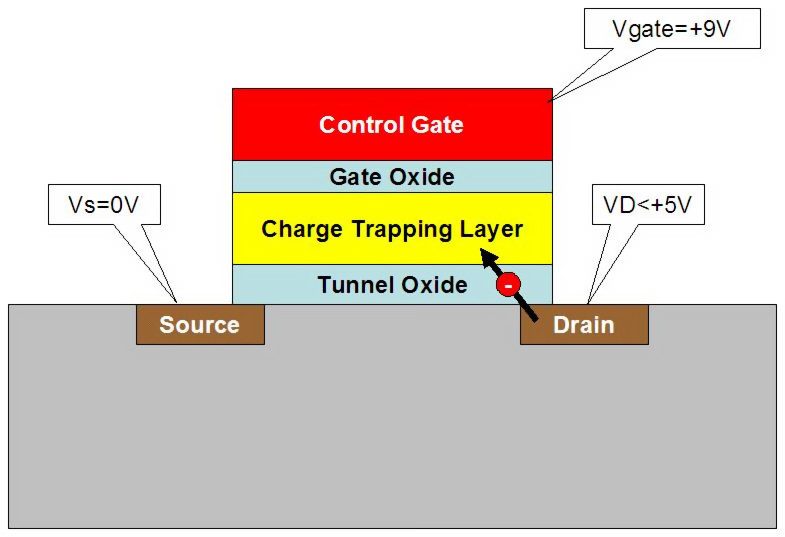
Условная схема ячейки флеш-памяти CTF, показан процесс записи.

Charge Trap Flash (CTF, память с ловушкой заряда) — технология компьютерной флеш-памяти, известная с 1967 года и используемая для создания NOR и NAND накопителей с 2002 и 2008 годов, соответственно. Она отличается от широко использовавшейся до 2010 года технологии флеш-памяти на MOSFET-транзисторах с плавающим затвором тем, что использует для хранения электронов плёнку нитрида кремния, а не поликремний с допирующими элементами. За счёт перехода на CTF производители памяти смогли снизить стоимость производства за счёт:
- меньшего количества технологических этапов для формирования ячейки
- возможности использования более тонких технологических процессов (30, 20 нм и немного меньше)
- упрощения хранения нескольких бит в одной ячейке (например, MLC — хранение 2 бит в виде 4 возможных уровней заряда)
- повышения надежности
- более высокого выхода годных, поскольку технология меньше подвержена точечным дефектам в туннельном слое оксида.

Производство флеш-памяти на основе CTF было освоено AMD в партнёрстве с Fujitsu ещё в 2002 году (семейство флеш-памяти GL NOR, ныне принадлежит компании Spansion). В 2008 году CTF память составляла около 30 % от рынка NOR памяти, общим объёмом в 2,5 млрд долларов США.
Многие производители NAND флеш-памяти перешли с плавающих затворов на CTF в 2008—2010 годах, когда техпроцесс стал приближаться к 20 нм.
Во всех вариантах трехмерной компоновки ячеек флеш-памяти (3D NAND), включая V-NAND (Samsung), применяется CTF.